# Паркова вулиця (Мелітополь)
Паркова вулиця — вулиця в Мелітополі, розташована в центральній частині міста. Починається від вулиці Чернишевського (від скверу навпроти Мелітопольського державного педагогічного університету), піднімається вгору схилом паралельно алеї Слави до готелю «Мелітополь», огинає автостоянку та закінчується на вулиці Героїв України.
Складається переважно із приватного сектора. На схилі від вулиці Чернишевського до автостоянки грунтове покриття, далі — асфальтове низької якості.

## Назва
Вулиця названа Парковою через близьке розташування до Новоолександрівського парку.
У 1968 році в протоколах засідань міськвиконкому згадується Парковий провулок, розташований у сусідстві вулиць Івана Франка та Раскової, а також провулків Малюги та Раскової (район Новий Мелітополь / Юрівка), але до теперішнього часу цього провулку вже немає.

## Історія
Вулиця вперше згадується 28 листопада 1950 року у протоколі засідання міськвиконкому.
6 січня 1966 року за рахунок перекриття Паркової вулиці було відведено ділянку для будівництва готелю на 300 місць (9-12 поверхів) з рестораном на 200 місць (нині готель «Мелітополь» на площі Перемоги).

## Галерея
|                                   |                            |                                 |                                |
|                                   |                            | ділянка вулиці біля автостоянки | виїзд на вулицю Героїв України |
|                                   |                            |                                 |                                |
| початок від вулиці Героїв України | покажчик на початку вулиці | табличка з назвою вулиці        | назва вулиці, виведена фарбою  |